# 洛哈镇
洛哈镇，是中华人民共和国四川省凉山彝族自治州喜德县下辖的一个乡镇级行政单位。2021年1月12日，撤销热柯依达乡和额尼乡，将原热柯依达乡和原额尼乡所属行政区域划归洛哈镇管辖。

## 行政区划
洛哈镇下辖以下地区：
洛哈村、马觉村、坪其甘村、木古宜莫村、都来村、洛子村、正洛村和阿洛村。